# 昂代
昂代（法語發音：[ɑ̃daj] ⓘ），法国西南部城市，新阿基坦大区大西洋比利牛斯省的一个市镇，隶属于巴约讷区，其市镇面积为7.95平方公里，2022年1月1日时人口数量为18,074人，在法国城市中排名第572位。
昂代位于大西洋比利牛斯省西南部，濒临大西洋，西侧隔比達索阿河与西班牙接壤，是由大西洋沿岸从西班牙进入法国境内的第一座城市。昂代因其境内西班牙和法国共同管辖的费桑岛而闻名，后者为1654年《比利牛斯条约》的签署地，近代因铁路而兴起，现代则为一座重要的旅游城市。

## 地名

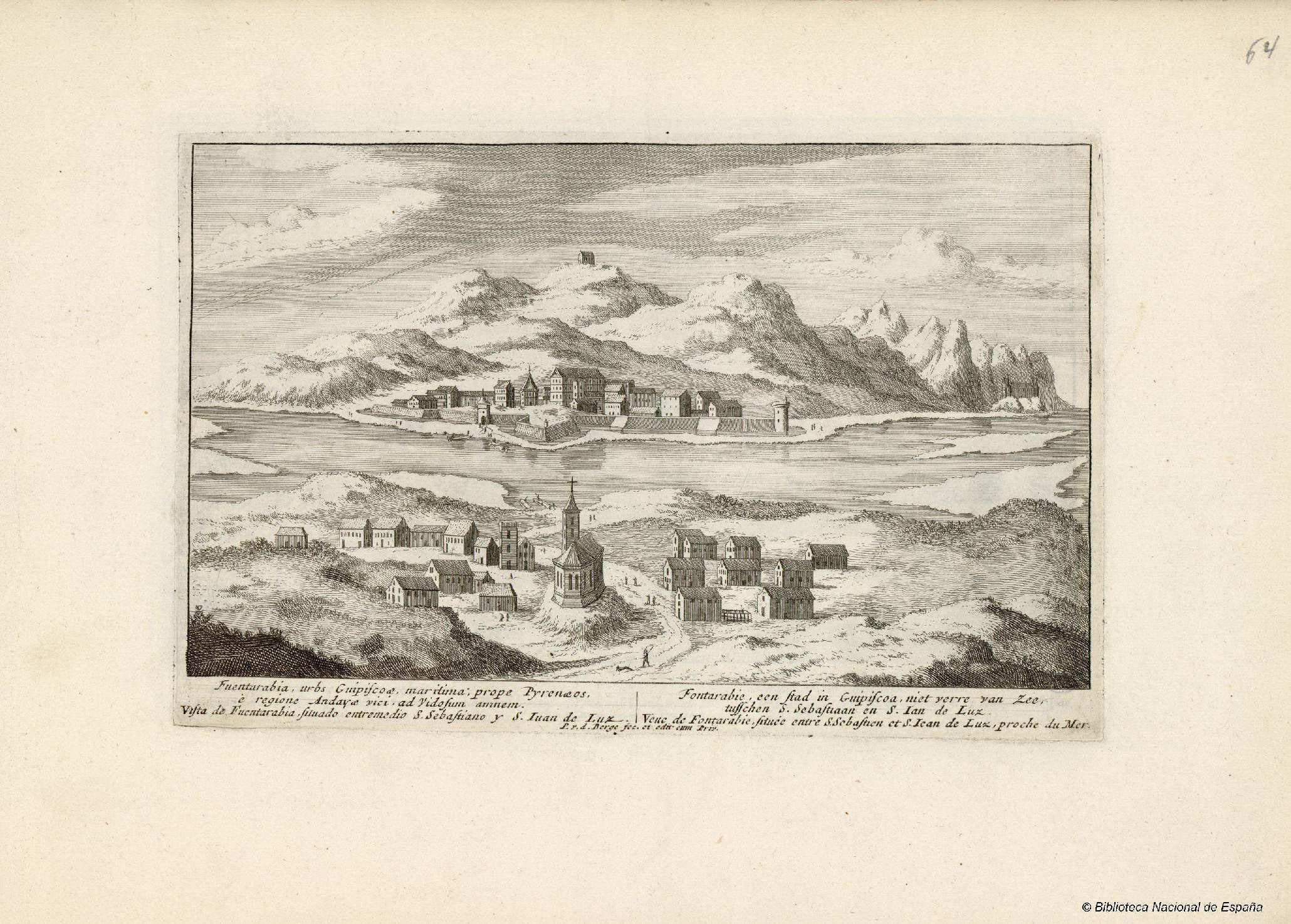
18世纪初由昂代向伊伦方向眺望

根据史学家保罗·雷蒙的推断，“昂代”一名最初于1510年以“Handaye”的形式被记载，该名称可能来源于巴斯克语，意为“大河湾”，可能与当地的自然地理特征有关。
此外，“Hendaye”在部分资料中又译作“昂达伊”、“昂代伊”。

## 历史
昂代的城市记载始于中世纪末期，彼时为于吕涅堂区的一处领地。1654年，法兰西国王路易十四和西班牙在比達索阿河中的费桑岛上签订了《比利牛斯条约》，从而停止了长达24年的法西战争；同时，昂代独立成为一个市镇，费桑岛由法西两国共同管理。法国大革命后，昂代成为大西洋比利牛斯省的一个市镇。1864年，连接法国和西班牙的铁路由此通过，由于两国间的铁路间距不同，昂代成为一个重要的铁路车辆中转站，由此形成了一个铁路工人区，城市逐渐得到扩张。20世纪初，随着旅游业的发展，昂代出现了大批公寓楼及私人宅邸。1910年建成的“巴斯克大酒店”（Eskualduna）成为了当地的标志性建筑。1906至1937年间，昂代曾有有轨电车系统。1940年10月23日，希特勒与佛朗哥在此举行昂代会晤，双方确认了此前签订的《贝拉尔-若达纳协定》，西班牙继续退出参与第二次世界大战。二战后，昂代旅游业得到再次发展，当地政府创办了昂代巴斯克文化节，多部电影亦在昂代取景拍摄。

## 地理

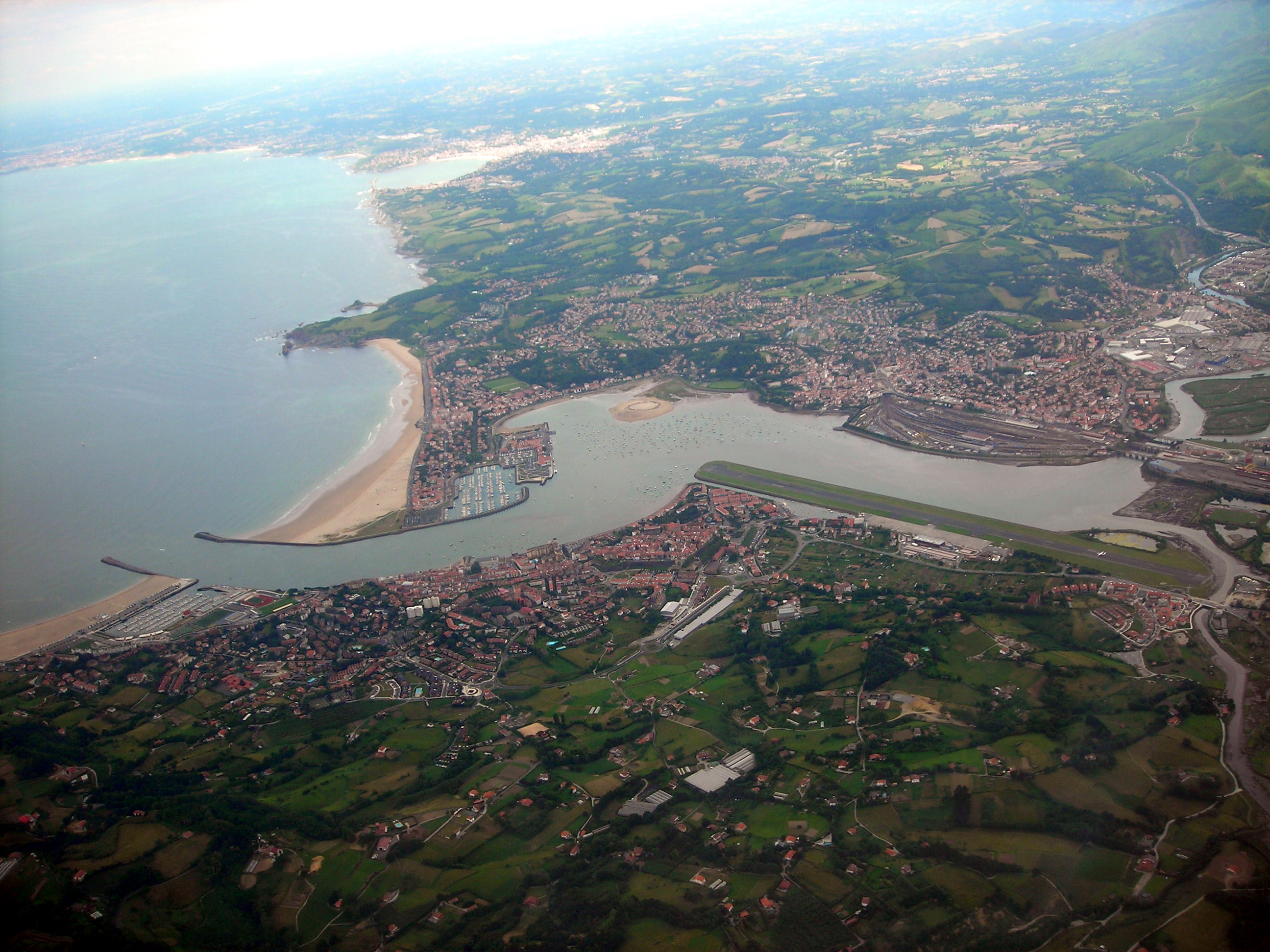
航拍钦古迪湾

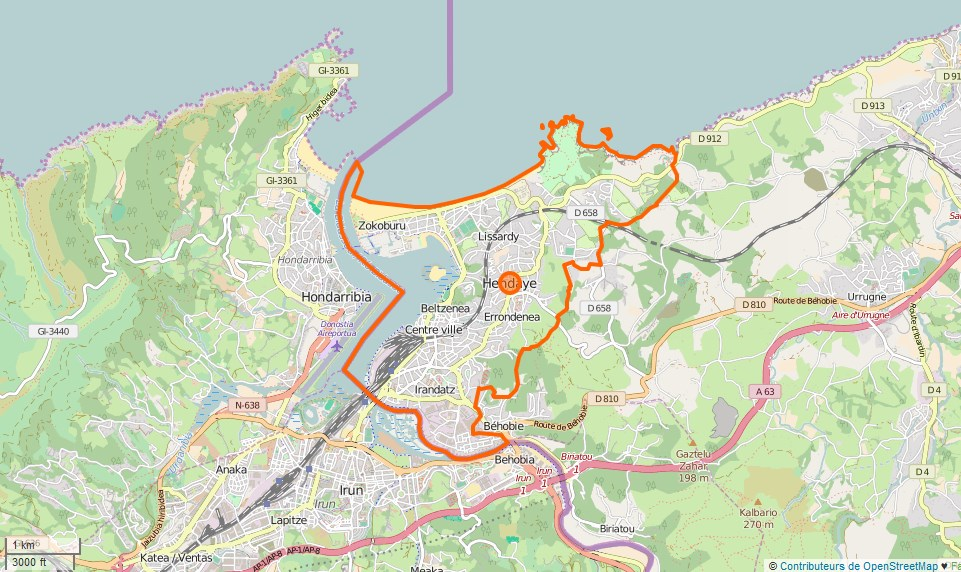
昂代市镇范围

昂代位于法国西南部，新阿基坦大区西南部和大西洋比利牛斯省西南部，距离省会波城大约145公里。与昂代接壤的市镇包括：于吕涅、伊倫、丰特拉维亚。

### 地形
昂代位于比利牛斯山西段，境内以丘陵为主，西、南、东三面为山脉，全境海拔在0到108米之间。

### 水文
比達索阿河自东南向西北流经市区南部和西部，并在市区西北部形成钦古迪湾，由此注入大西洋。费桑岛即位于该河中央。

### 植被
昂代属于温带常绿林区，贝尔塞尼亚公园（Parc de Belcenia）是当地主要的城市绿地公园，林地则广泛分布于市区东南部和东北部的沿海地区。

### 气候
昂代在柯本气候分类法中属于温带海洋性气候。
距离昂代最近的法国气象站位于锡布尔境内，以下为该气象站的数据（其中日照数据取自比亚里茨）：
| 锡布尔1981年－2020年 | 锡布尔1981年－2020年 | 锡布尔1981年－2020年 | 锡布尔1981年－2020年 | 锡布尔1981年－2020年 | 锡布尔1981年－2020年 | 锡布尔1981年－2020年 | 锡布尔1981年－2020年 | 锡布尔1981年－2020年 | 锡布尔1981年－2020年 | 锡布尔1981年－2020年 | 锡布尔1981年－2020年 | 锡布尔1981年－2020年 | 锡布尔1981年－2020年 |
| 月份                 | 1月                  | 2月                  | 3月                  | 4月                  | 5月                  | 6月                  | 7月                  | 8月                  | 9月                  | 10月                 | 11月                 | 12月                 | 全年                 |
| -------------------- | -------------------- | -------------------- | -------------------- | -------------------- | -------------------- | -------------------- | -------------------- | -------------------- | -------------------- | -------------------- | -------------------- | -------------------- | -------------------- |
| 历史最高温 °C（°F）  | 24.6 (76.3)          | 28.4 (83.1)          | 29.8 (85.6)          | 32.5 (90.5)          | 35.4 (95.7)          | 39 (102)             | 41.9 (107.4)         | 40.2 (104.4)         | 38 (100)             | 33.2 (91.8)          | 29 (84)              | 26 (79)              | 41.9 (107.4)         |
| 平均高温 °C（°F）    | 12.8 (55.0)          | 13.4 (56.1)          | 15.4 (59.7)          | 16.5 (61.7)          | 19.5 (67.1)          | 22 (72)              | 24.2 (75.6)          | 24.8 (76.6)          | 23.4 (74.1)          | 20.6 (69.1)          | 16 (61)              | 13.4 (56.1)          | 18.5 (65.3)          |
| 日均气温 °C（°F）    | 9.3 (48.7)           | 9.6 (49.3)           | 11.4 (52.5)          | 12.6 (54.7)          | 15.7 (60.3)          | 18.3 (64.9)          | 20.5 (68.9)          | 21 (70)              | 19.1 (66.4)          | 16.6 (61.9)          | 12.3 (54.1)          | 10 (50)              | 14.7 (58.5)          |
| 平均低温 °C（°F）    | 5.8 (42.4)           | 5.9 (42.6)           | 7.4 (45.3)           | 8.6 (47.5)           | 11.8 (53.2)          | 14.7 (58.5)          | 16.8 (62.2)          | 17.2 (63.0)          | 14.9 (58.8)          | 12.6 (54.7)          | 8.7 (47.7)           | 6.5 (43.7)           | 10.9 (51.6)          |
| 历史最低温 °C（°F）  | −10.8 (12.6)         | −12 (10)             | −7.2 (19.0)          | −2.4 (27.7)          | 2.6 (36.7)           | 4.2 (39.6)           | 6.4 (43.5)           | 7.2 (45.0)           | 2.2 (36.0)           | 0 (32)               | −5.6 (21.9)          | −8 (18)              | −12 (10)             |
| 平均降水量 mm（）    | 139 (5.5)            | 116.9 (4.60)         | 110.9 (4.37)         | 137 (5.4)            | 115.1 (4.53)         | 86.4 (3.40)          | 70.1 (2.76)          | 99.6 (3.92)          | 118 (4.6)            | 152.6 (6.01)         | 182 (7.2)            | 155.4 (6.12)         | 1,483 (58.4)         |
| 月均日照時數         | 100.2                | 114.1                | 164.4                | 169.4                | 193.7                | 203.3                | 209.0                | 206.8                | 192.8                | 141.7                | 103.8                | 88.3                 | 1,887.3              |
| 来源：infoclimat.fr  |                      |                      |                      |                      |                      |                      |                      |                      |                      |                      |                      |                      |                      |

## 行政区划
昂代是法国新阿基坦大区大西洋比利牛斯省的一个市镇，编号为64260。昂代隶属于巴约讷区和大西洋比利牛斯省第六选区，管理昂代南巴斯克海岸县，同时也是巴斯克地区城市圈公共社区的组成部分。
法国国家统计与经济研究所（简称）在进行数据统计时，将包括昂代在内60个市镇设为巴约讷城市区。自2020年起，昂代与周边的另外两个市镇被划为昂代城市辐射区代替。同时，还将昂代市镇分为了4个“块区”（IRIS），以便于统计人口分布情况。

## 交通

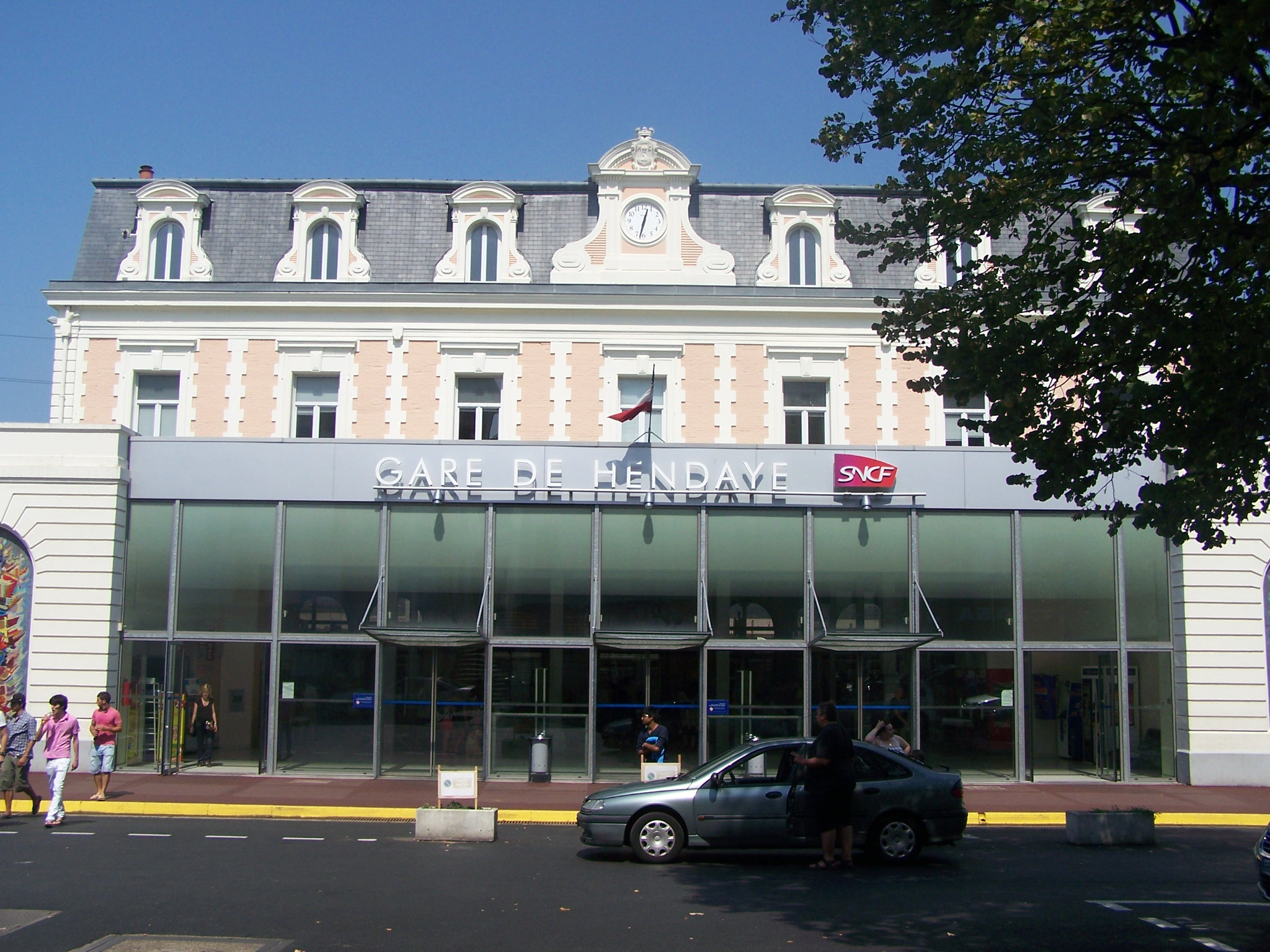
昂代火车站

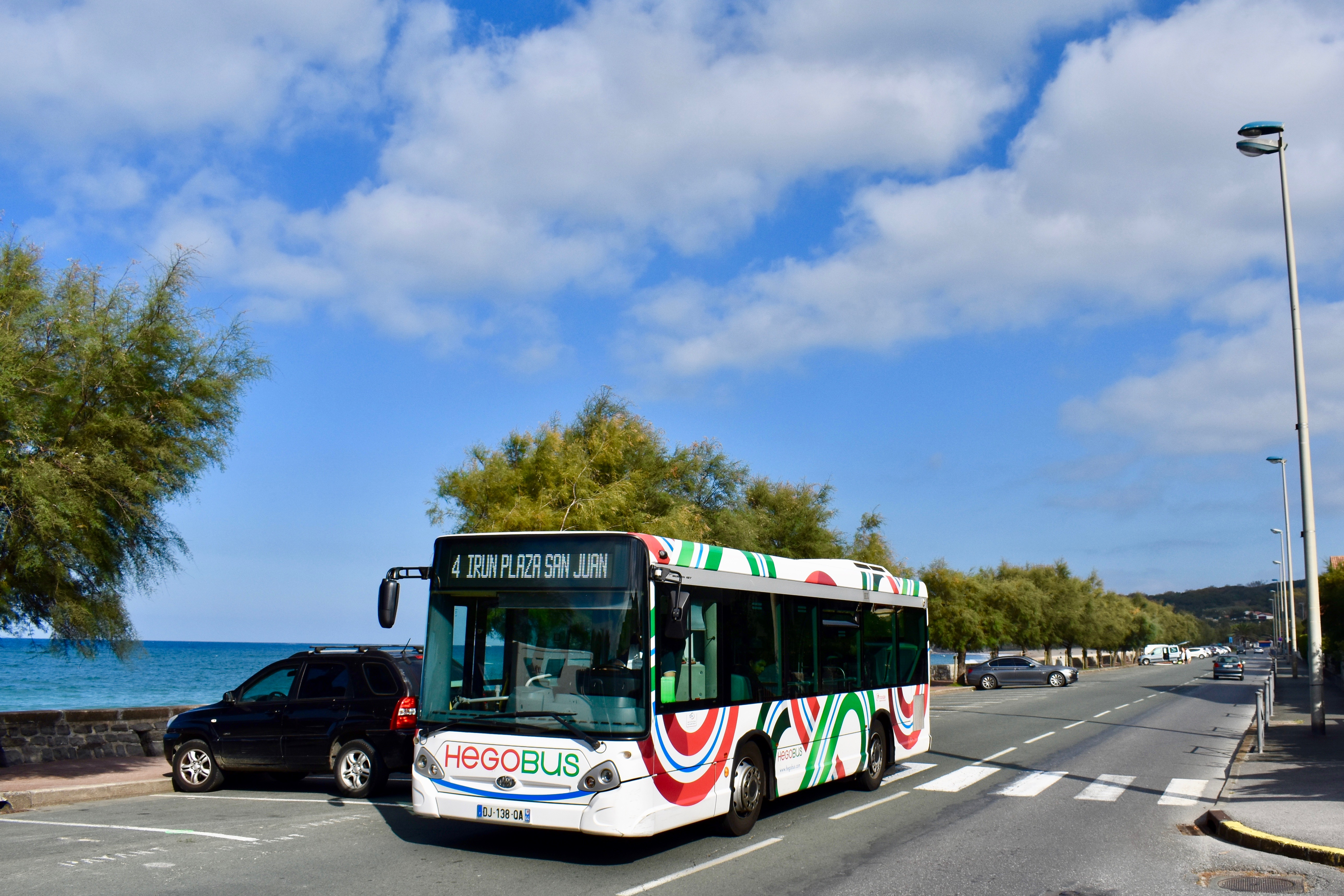
昂代街头的一辆公共汽车

### 公路
大西洋比利牛斯省省道D358线、D658线、D810线和D912线在昂代境内交汇。
2017年，47.8%的昂代家庭拥有至少一辆的私人汽车。2018年，昂代境内共发生各类交通事故31起，造成1人遇难，41人受伤。

### 铁路
昂代位于波尔多－伊伦铁路上。昂代站位于市区中部，该站开始始发前往巴黎的高速列车，前往图卢兹的城际列车和前往波尔多的区域列车；也是西班牙聖塞巴斯提安地鐵的终点站。除此之外，昂代境内还有莱德瑞莫火车站，后者是一个铁路乘降所，供当地居民通勤使用。

### 航空
距离昂代最近的民用航空站为比亚里茨机场，距离昂代市中心的公路里程约28公里。

### 城市公共交通
埃戈巴士（商业名称为）是这一区域的城市公共交通系统。截至2021年2月，该系统共包括11条常规公交线路、1条定制线路、1条无障碍线路和多条校车线路，路网覆盖了昂代市区内的主要街道和居民区，以及周边的多个法国市镇。

## 政治

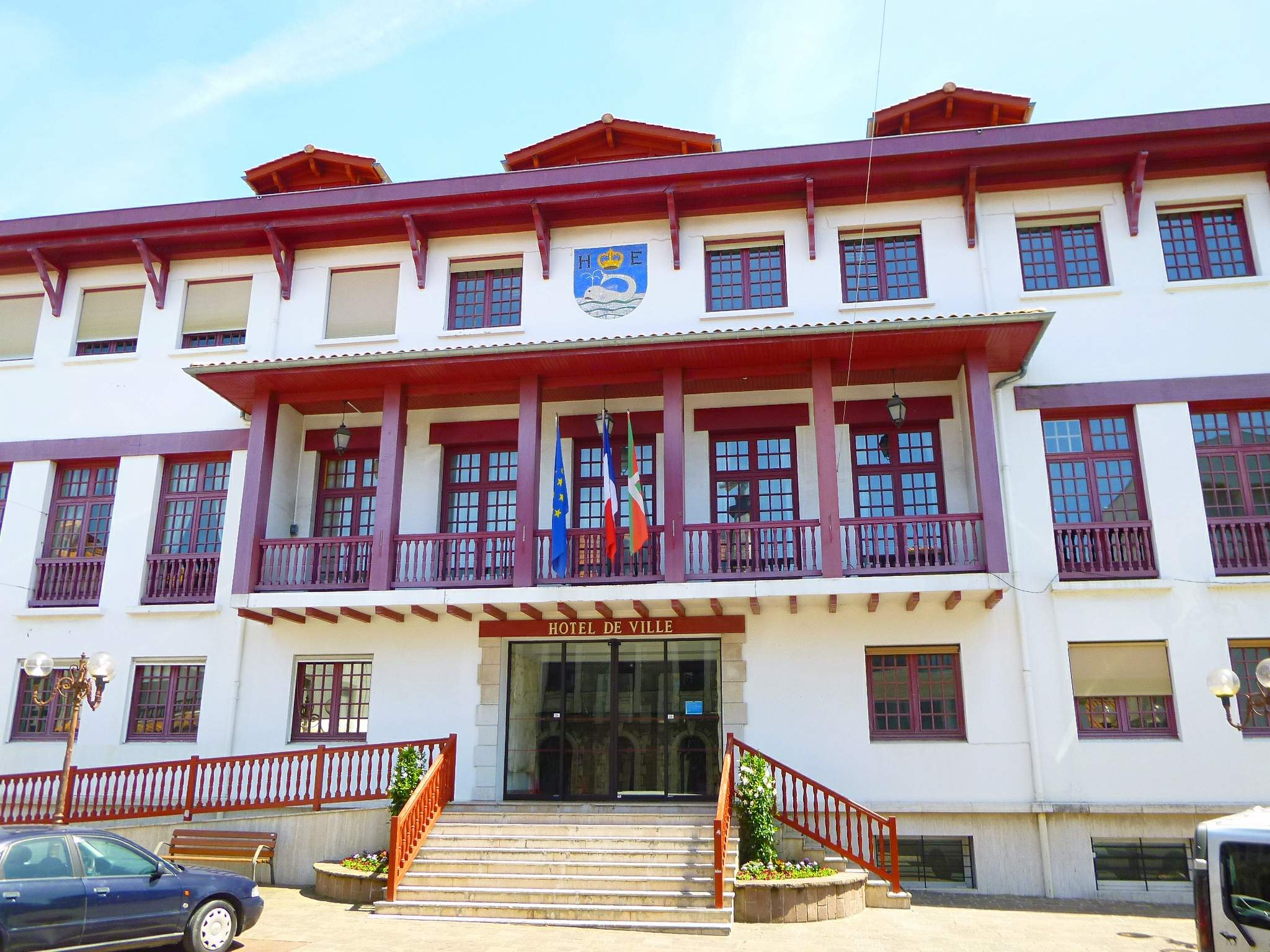
昂代市政厅

昂代的现任市长为科特·埃塞纳罗先生（Kotte Écénarro），他是社会党的一名成员，在2020年的市政选举中获得了55.1%的支持率。
在2017年的法国总统大选中，法国第25任总统埃马纽埃尔·马克龙在昂代获得了76.25%的支持率。
| 昂代历届市长   |                      |                             |
| 任期           | 市长                 | 党派                        |
| 1944年－1947年 | 安德烈·阿琼多        | 不详                        |
| 1947年－1950年 | 菲利普·拉布尔代特    | 不详                        |
| 1950年－1953年 | 奥古斯特·埃切瑙西亚  | 不详                        |
| 1953年－1965年 | 洛朗·帕尔多          | 無黨籍                      |
| 1965年－1981年 | 让-巴斯蒂特·埃勒卡尔 | PS社会党                    |
| 1981年－2001年 | 拉斐尔·拉萨莱特      | PS社会党                    |
| 2001年－2008年 | 科特·埃塞纳罗        | DVG左翼无党派人士 →PS社会党 |
| 2008年－2014年 | 让-巴斯蒂特·萨拉贝里 | 無黨籍                      |
| 2014年－       | 科特·埃塞纳罗        | PS社会党                    |

## 人口
2017年，昂代市镇人口数量为16,484，在法国排名第572位。其中男性8,007人，女性8,477人，75岁及以上人口占7.4%，外籍人口数量为4,010人，人口密度为2,073人/平方公里，当地居民被称为（男性）或（女性）。2018年，昂代境内出生94人，死亡人口149人。
| 年份   | 1936  | 1946  | 1954  | 1962  | 1968  | 1975  | 1982   | 1990   | 1999   | 2006   | 2011   | 2016   | 2018   |
| ------ | ----- | ----- | ----- | ----- | ----- | ----- | ------ | ------ | ------ | ------ | ------ | ------ | ------ |
| 人口數 | 6,436 | 6,251 | 6,933 | 7,204 | 8,006 | 9,470 | 10,572 | 11,578 | 12,596 | 14,041 | 15,976 | 16,599 | 16,805 |

## 经济
昂代是一个区域性的中心城市，当地共有各类用人单位2,773家，平均历史为16年，其中99.49%为中小型企业（PME）。（建筑工程）、（零售）及（汽车零件）是当地2019年营业额最高的三个企业，分别为44,635,435欧元、16,439,490欧元和15,787,604欧元。

## 财政收入
2019年，昂代的财政收入总额为23,253,100欧元，财政支出总额为20,165,100欧元，当年的债务总额为14,800,800欧元。
2015年，昂代的人均月收入总额为2,126欧元，其中高级职员为4,115欧元，中级职员为2,327欧元，普通职员为1,781欧元。
2017年，昂代境内的青壮年（15至64岁）失业率为15%，当地47.7%的家庭拥有纳税资格。

## 社会事务

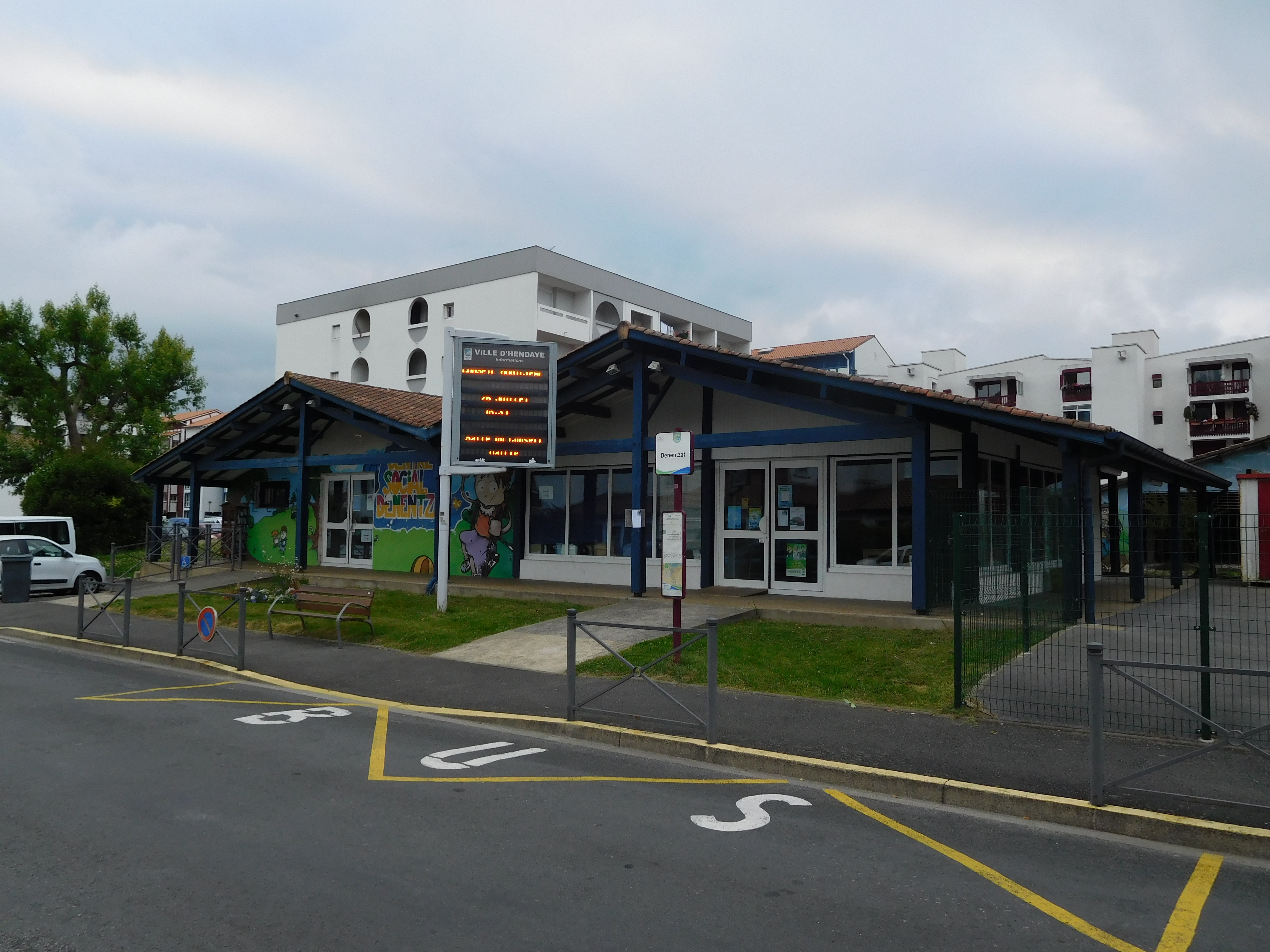
昂代的一处文化活动中心

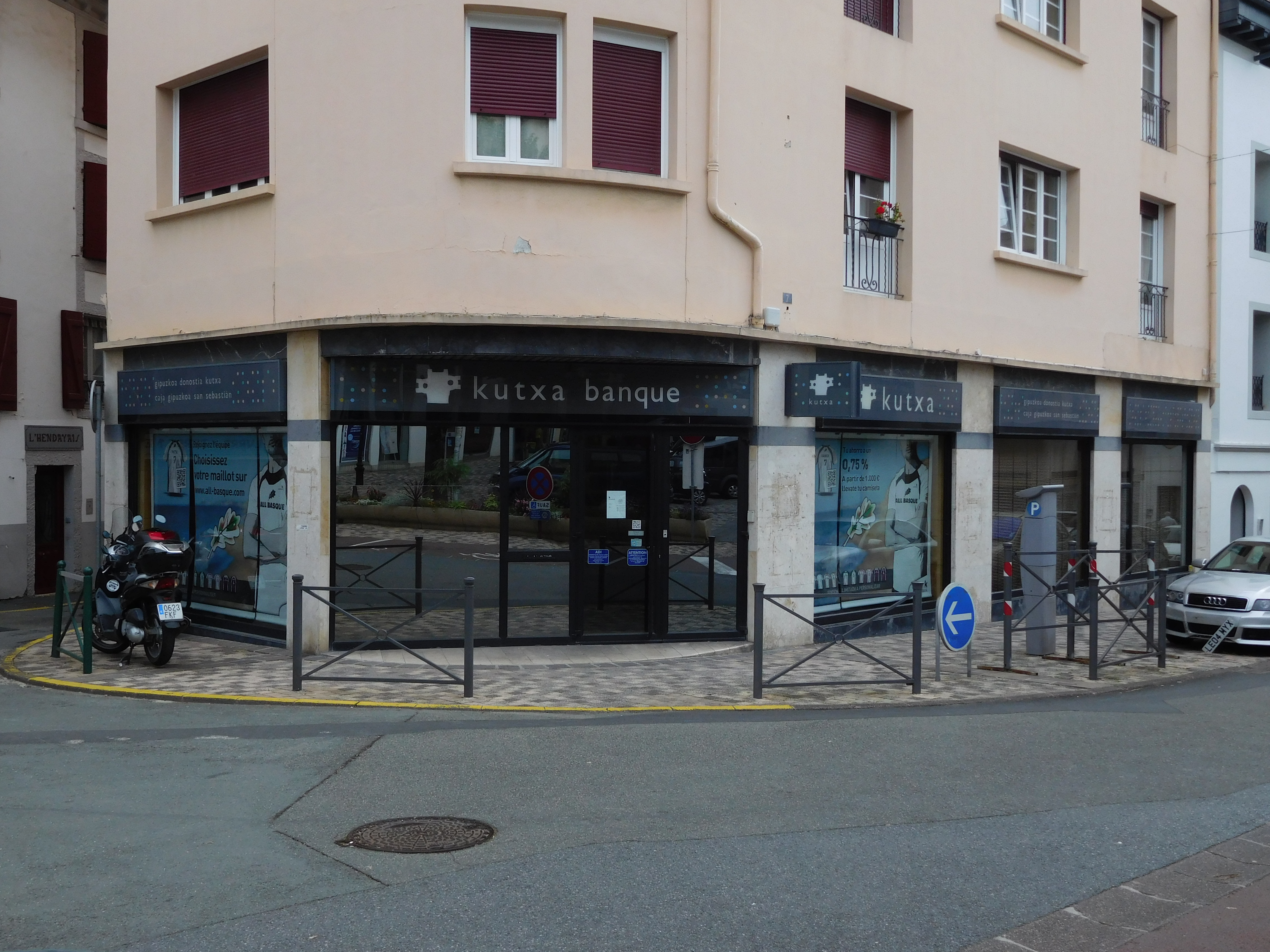
昂代的一处地方银行

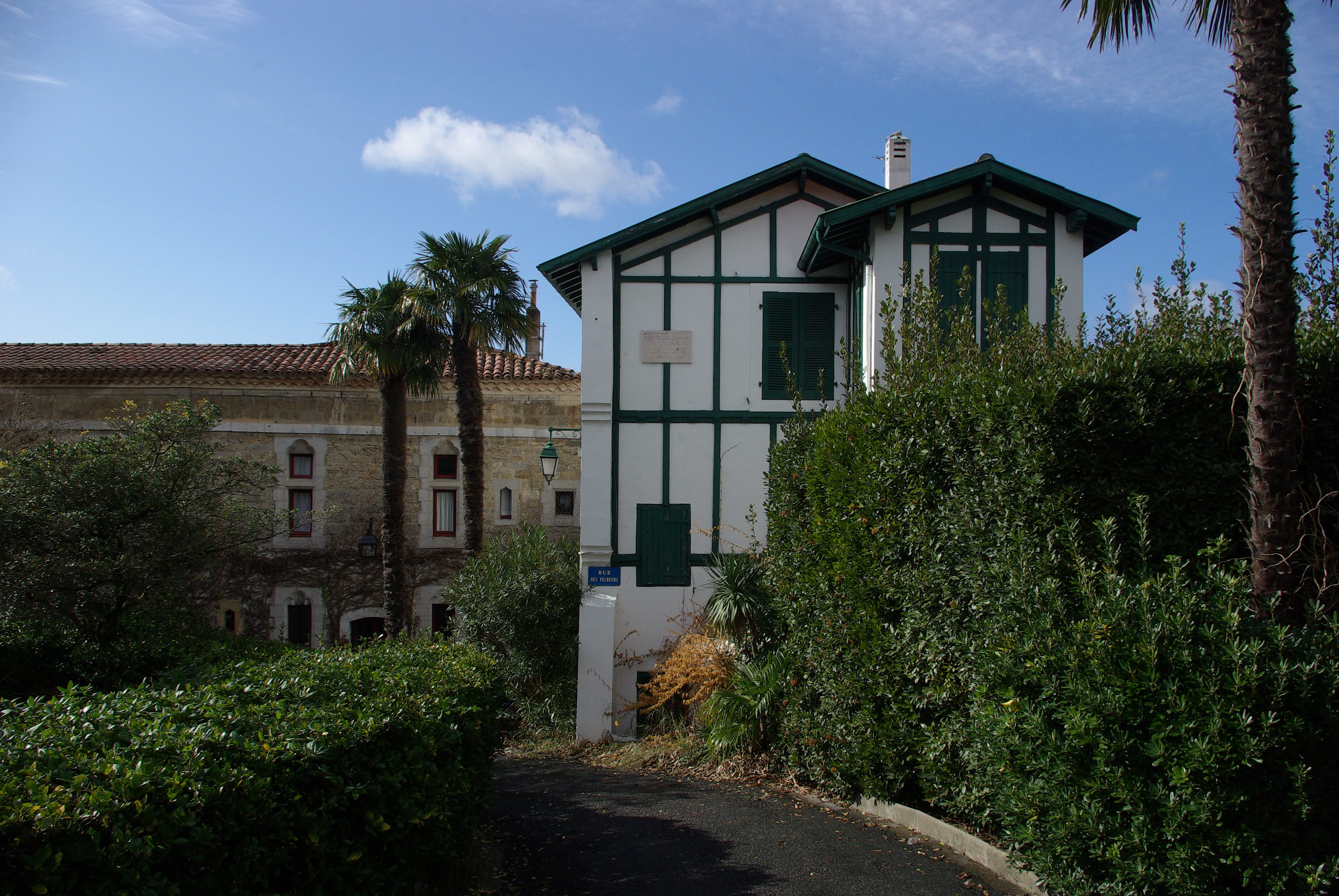
传统居民建筑

### 教育
昂代属于波尔多学区。截止2019年1月1日，昂代境内共有5所幼儿园、7所小学、2所初级中学和1所职业高中。 2018至2019学年度，昂代境内共有在校中等教育阶段学生702名。

### 医疗
截止2019年1月1日，昂代境内共有全科医生14名、保健师41名、牙医23名、护士38名、耳科医生5名、眼科医生1名、皮肤科医生1名、助产士1名、儿科医生1名和妇科医生1名。境内共有药房5家、养老院1家、残疾人帮扶中心2家。
巴黎公共医疗集团在昂代设有“水手医院”（Hôpital Marin），为一处异地医疗中心，设有320个床位，是当地规模最大的公立综合性医院。除此之外，巴斯克海岸中心医院在昂代设有一处心理健康中心（Centre Médico-Psychologique）。

### 住房
2017年，昂代境内共有各类住房14,048套，其中22.1%为独立式居民区，77.6%为集中式居民区。常住房屋占昂代市镇范围内居民建筑总量的55.1%。

### 商业
2019年，昂代境内共有各类实体商铺474家，其中餐厅89家、大型超市7家、杂货店8家、面包房13家、肉铺4家、书店7家、银行门店10家、美容美发店23家、汽车维修店26家。市区中部建有大型超市。

### 体育
2019年，昂代境内共有1家游泳池、1间体育馆、12处网球场以及3处足球或橄榄球场。
昂代体育会是当地的一支橄榄球俱乐部，成立于1908年，2020至2021赛季参加法国橄榄球全国乙组联赛（法戊）。
昂代埃格莱坦体育联盟（A.S. Eglantins d'Hendaye）是当地的一支足球队，2020至2021赛季参加大西洋比利牛斯省足球联赛。

### 环境
昂代的环境事务由其所属的公共社区负责。2019年，昂代境内共有2家污染企业。

### 治安
2019年，昂代市镇范围内有1处派出所，与西班牙交界处设有海关。
2014年，昂代及附近地区共发生各类案件2,168起，其中盗窃类案件1,484起，经济类案件192起，毒品交易类案件184起。

## 文化
2019年，昂代境内有1家电影院。昂代市政府提供多媒体中心，向公众全年开放。

### 建筑
昂代境内有多处法国国家文物保护单位，其中阿巴迪亚城堡、昂代圣樊尚教堂等为当地的代表性建筑物。

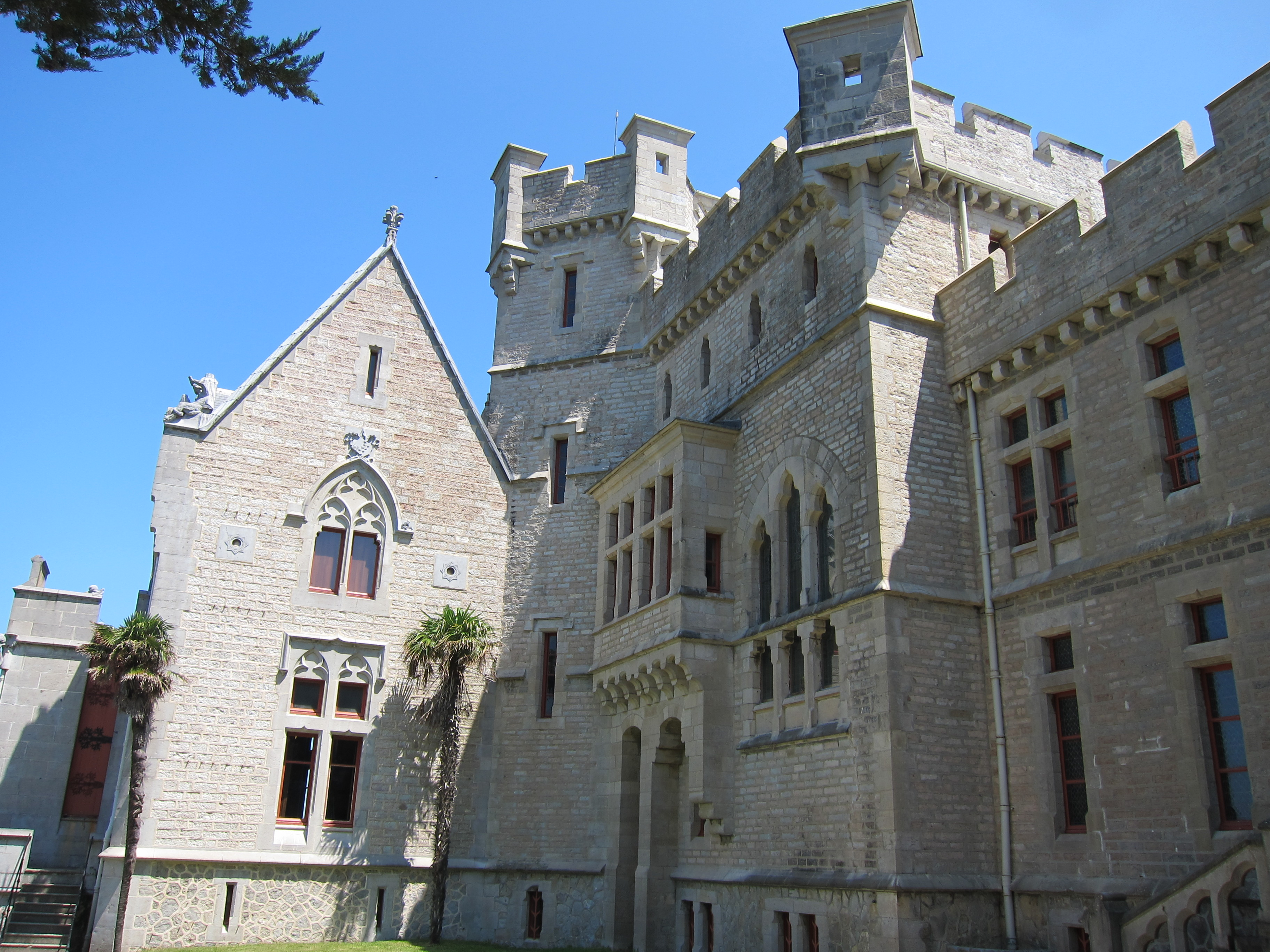
阿巴迪亚城堡（法语：Château d'Abbadia）
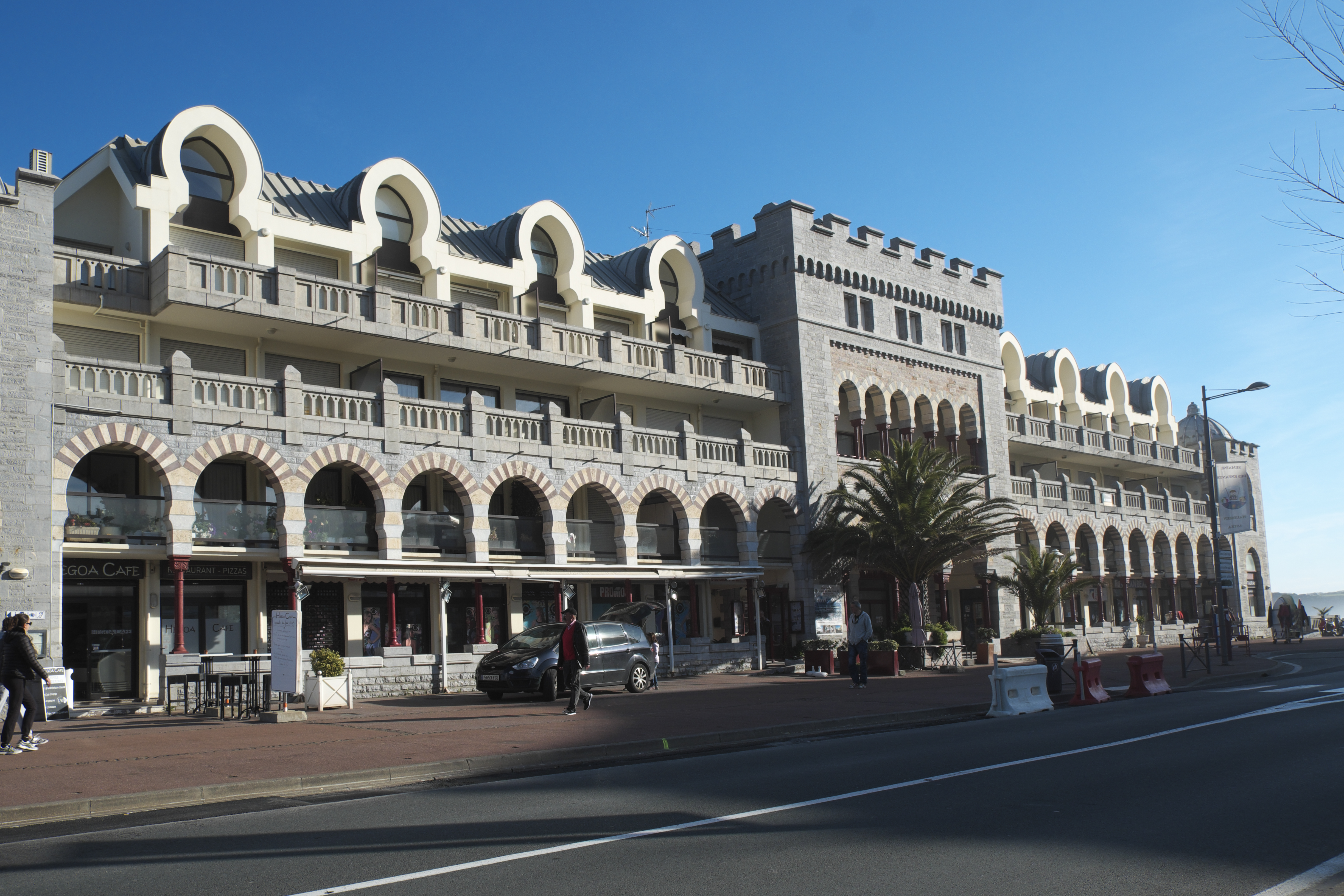
昂代赌场
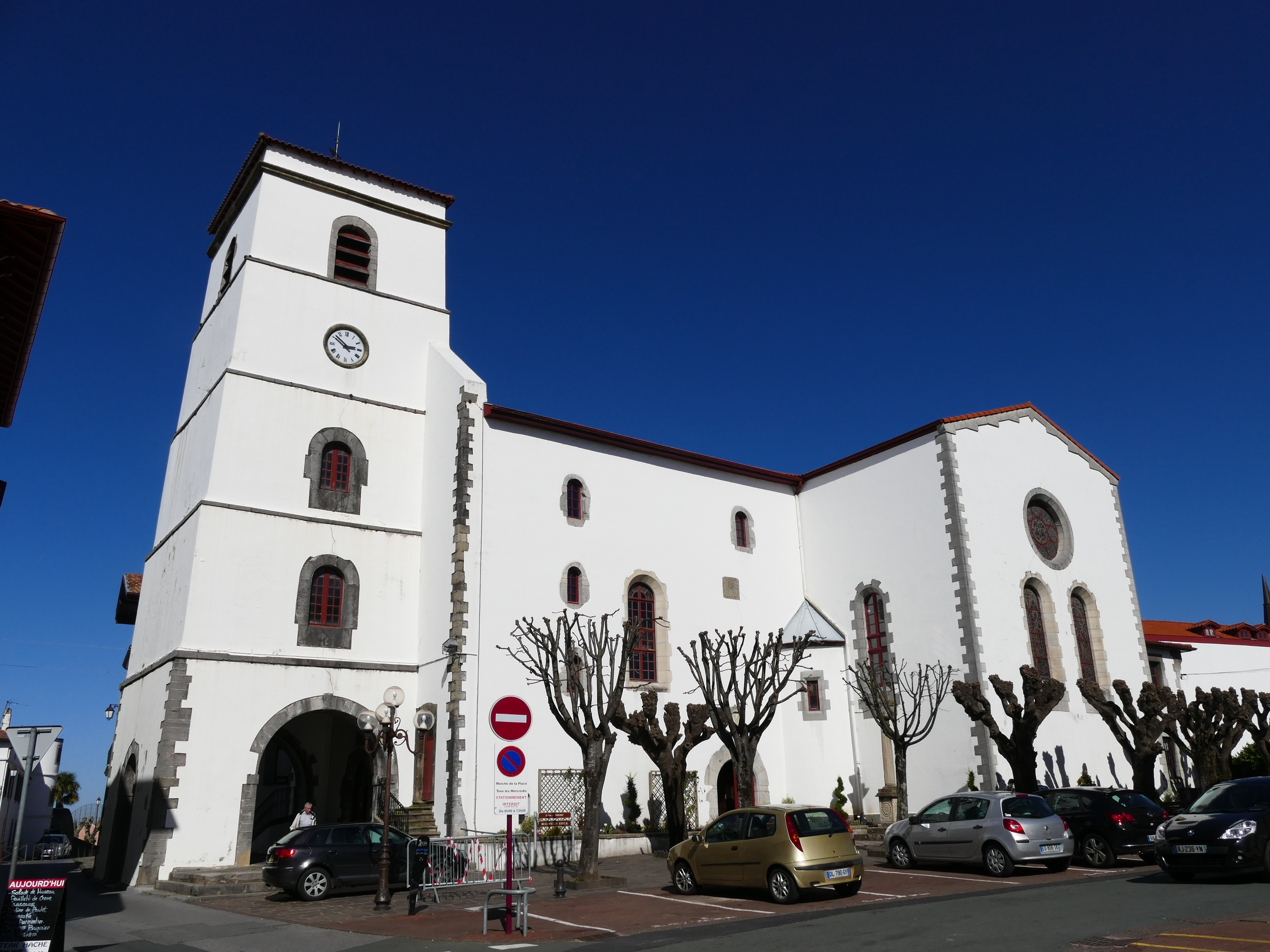
圣樊尚教堂
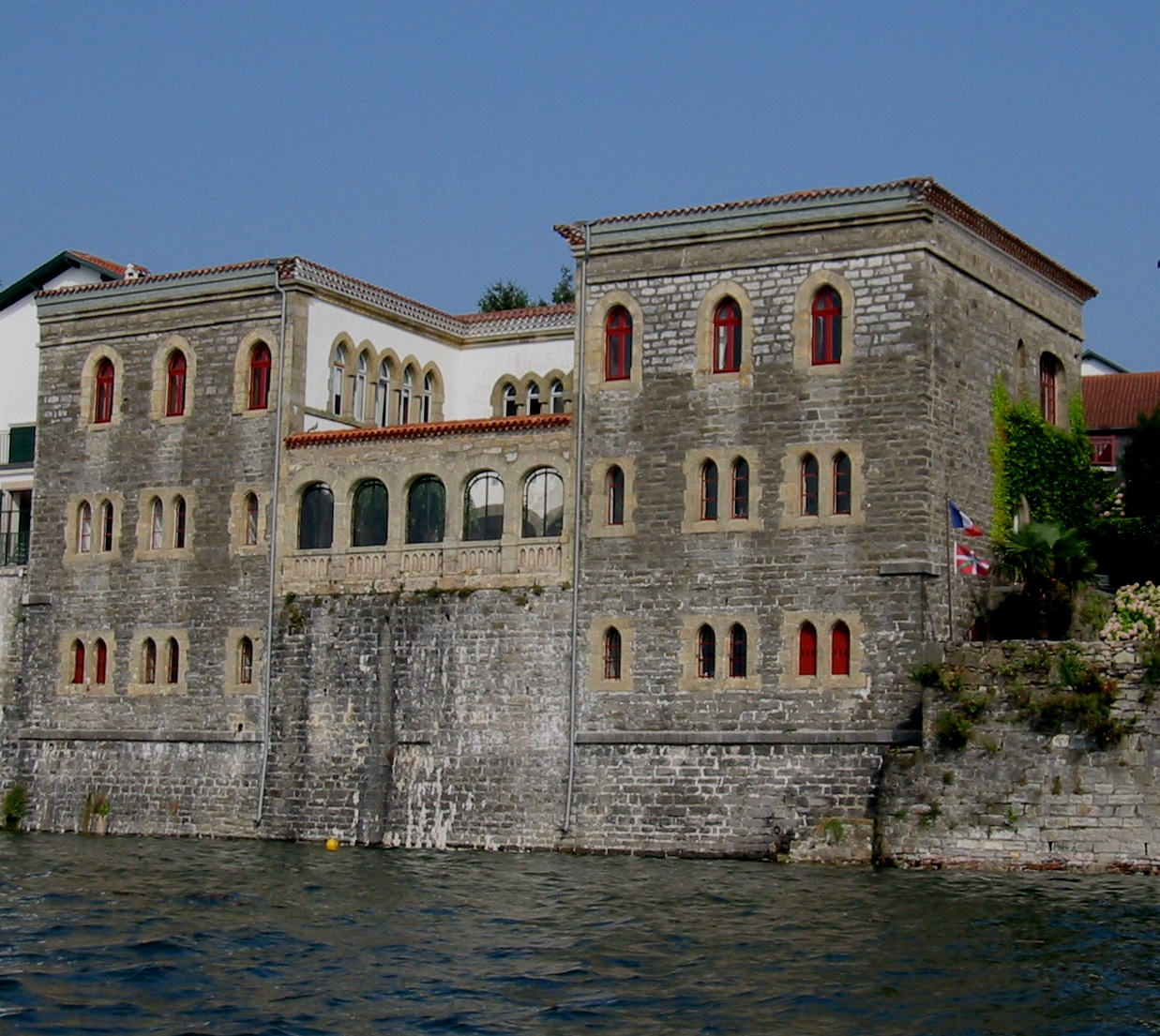
莫雷斯克楼（法语：Villa mauresque (Hendaye)）
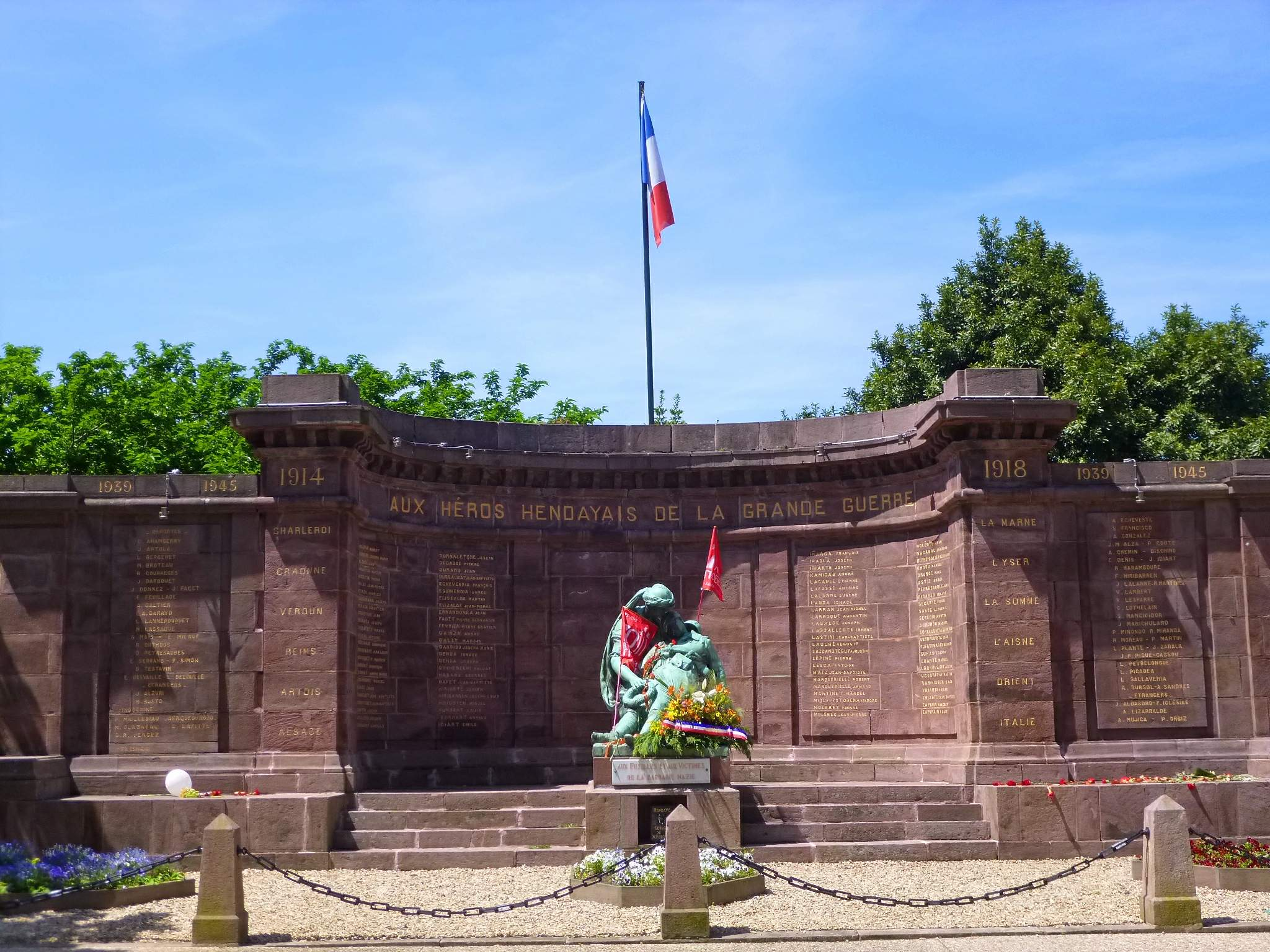
战争遇难者纪念碑
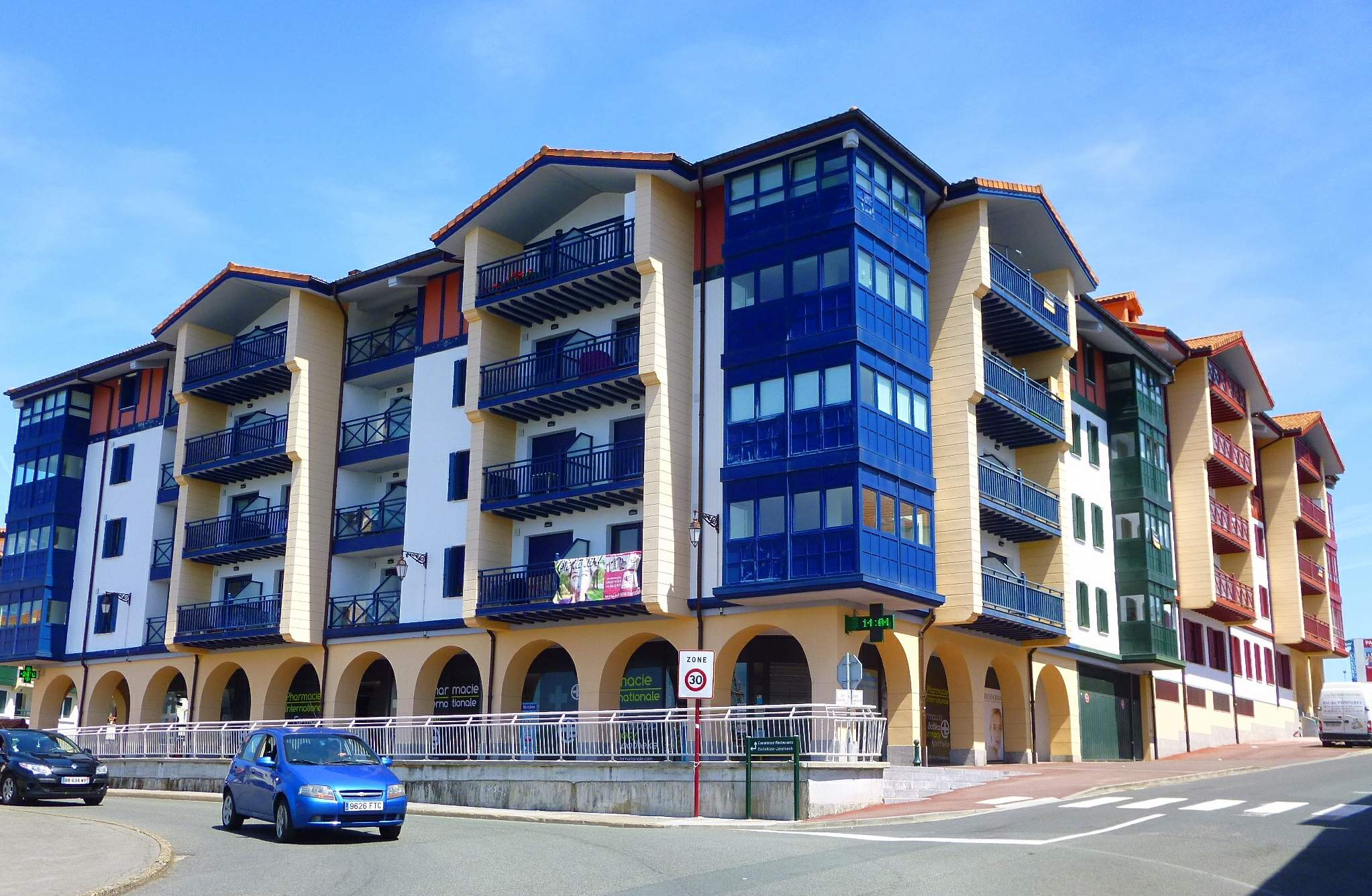
现代建筑

### 旅游
昂代的旅游事务由其所属的公共社区负责。2020年，昂代境内共有11家宾馆共计337间房间；另有12个露营地，可容纳共2,014辆露营车。

### 媒体
法国主要的媒体均可在昂代接收，法国电视三台下属的新阿基坦大区频道在部分时段播出昂代所属区域的地方新闻。

## 相关人物
巴斯克航海家琼尼斯·德·苏希加雷奇皮、经济学家弗朗索瓦·富凯和橄榄球运动员罗贝尔·巴索里出生于昂代。
法国文学家皮埃爾·洛蒂逝世于昂代。
法国地理科学家安托万·达巴迪曾于1871至1875年间担任昂代市长职务。

## 友好城市
截至2021年2月，昂代共与三座城市互为友好城市关系：
- 西班牙 阿尔格达斯
- 英格兰 皮布尔斯
- 葡萄牙 維亞納堡